# Список умерших в 743 году

## Февраль
- 6 февраля — Хишам ибн Абдул-Малик, омейядский халиф (723—743).

## Март
- 17 марта — Витбурга, восточноанглийская святая, принцесса и аббатиса, возможно дочь короля Восточной Англии Анны.

## Дата смерти неизвестна или требует уточнения
- Артавазд, византийский император (742—743).
- Аэд Аллан, король Айлеха (722—743) и верховный король Ирландии (734—743).
- Годескальк, герцог Беневенто (740—743).
- Аль-Кумайт ибн Зайд, один из известнейших арабских поэтов периода раннего ислама.
- Озмыш-тегин-хан, каган Восточно-тюркского каганата (742—743).
- Регинфрид, епископ Кёльна.
- Теодемир, вестготский вельможа в Испании, после арабского завоевания Пиренейского полуострова — правитель наследственного полунезависимого княжества (так называемого государства Теодемира).